# Goltry (Oklahoma)
Goltry es un pueblo ubicado en el condado de Alfalfa en el estado estadounidense de Oklahoma. En el año 2010 tenía una población de 249 habitantes y una densidad poblacional de 276,67 personas por km².

## Geografía
Goltry se encuentra ubicado en las coordenadas 36°31′59″N 98°9′4″O / 36.53306, -98.15111 (36.532980, -98.151104).

## Demografía
Según la Oficina del Censo en 2000 los ingresos medios por hogar en la localidad eran de $30,000 y los ingresos medios por familia eran $31,979. Los hombres tenían unos ingresos medios de $27,500 frente a los $16,696 para las mujeres. La renta per cápita para la localidad era de $12,182. Alrededor del 18.1% de la población estaban por debajo del umbral de pobreza.